# برايان جونستون (لاعب كرة قدم أمريكية)
برايان جونستون (بالإنجليزية: Brian Johnston)‏ هو لاعب كرة قدم أمريكية أمريكي، ولد في 26 نوفمبر 1962 في Highland, Maryland ‏ في الولايات المتحدة.

## وصلات خارجية
- برايان جونستون على موقع مرجع كرة القدم المحترفة.كوم (الإنجليزية)
- برايان جونستون على موقع JustSportsStats.com (الإنجليزية)